# Tribunal da Propriedade Intelectual
O Tribunal da Propriedade Intelectual é um tribunal português especializado, localizado em Lisboa, com competência para a propriedade intelectual e com jurisdição sobre todo o território nacional.
A criação deste tribunal teve o propósito de agilizar a tramitação dos processos judiciais no âmbito do Direito da Propriedade Intelectual, concentrando todos os processos existentes num único tribunal com jurisdição nacional e com competência exclusiva e restrita.  
O tribunal está instalado no Palácio da Justiça de Lisboa. 